# Sai (Naruto)
Sai (サイ?) es un personaje del manga y anime Naruto. Es un ninja de la Hoja que pertenece a una división de ANBU, la Raíz, que está en decadencia. Su líder, Danzō Shimura, le ordena entrar a formar parte del grupo de Naruto Uzumaki en la segunda parte de la historia, para sustituir a Sasuke Uchiha aunque al avanzar la historia se revela el verdadero objetivo de esta acción.
Su técnica más representativa consiste en dibujar criaturas sobre un pergamino, dándoles vida y atacando con ellas. Es un ninja de gran nivel y capacidad.

## Personalidad
En un principio, Sai se distinguió por su total falta de emociones que a menudo enmascaraba con una personalidad falsa, alegre y transparente. Sin embargo, posteriormente intenta establecer un vínculo amistoso con Naruto y Sakura, mientras estudiaba de una gran cantidad de libros sobre la amistad, el coraje y cómo hacer favores a los compañeros. Sakura a menudo le dice que no lea esos libros, sino que base sus emociones en sus propias experiencias personales. También intenta poner apodos a sus compañeros, pero resultó ser un caso fallido al inicio; por ejemplo, llamó a Sakura «fea», a Chōji casi lo llama «gordo», mientras que a Ino la elogia llamándola «belleza». Al no comprender las emociones, se lo considera alexitímico

## Historia

### Pasado
Sai es un huérfano perteneciente a Raíz, una subsección independiente de los ANBU fundada por Danzō Shimura. Durante el entrenamiento de la organización, Sai conoció a Shin, con quien formó un fuerte vínculo, similar al que existe entre dos hermanos. Después de enfrentarse en múltiples batallas con él, Sai decidió hacer un libro ilustrado para su hermano. Sin embargo, como Raíz quiere que ambos luchen, Sai y Shin tienen que enfrentarse en una batalla decisiva: Shin inicia el ataque sorprendiendo a Sai al ver a su inescrupuloso amigo, pero al final Shin muere de una extraña enfermedad —detectada anteriormente—. Antes de morir, Shin le pide a Sai que termine el libro y que no tenga emociones como desea Danzō. Sai ya no pudo completar el libro y continuó prestando sus servicios a Raíz y su fundador.

### Segunda parte
Sai, bajo las órdenes de Danzō, se convierte en el nuevo miembro del Equipo Kakashi, reemplazando a Sasuke Uchiha. Junto con el grupo, Sai se encuentra con Orochimaru y finge ser su aliado, pero con la intención de entrar en la guarida de este último y matar a Sasuke. Después de darse cuenta de la importancia del vínculo entre Sasuke y Naruto, Sai termina el libro de Shin y se amista con sus compañeros. Luego trata de detener a Sasuke y traerlo de regreso a la aldea, pero fue en vano. De vuelta en la Hoja, le pide a Danzō permanecer en el Equipo Kakashi, lo cual acepta.
Después de la muerte de Asuma, Sai apoya a Naruto en la batalla contra Kakuzu y luego en la búsqueda de Sasuke.
Durante el ataque de Pain, Sai tiene la misión de buscar a Kabuto, junto con Yamato y Anko, pero se ve obligado a regresar a la aldea por orden de Danzō, quien se convirtió en el sexto Hokage, quien le ordena vigilar a Naruto. Sin embargo, decide no traicionar a su amigo y no se opone cuando Naruto deja la aldea para buscar al Raikage.
Más tarde se da cuenta de que Naruto está enamorado de Sakura y se lo revela a la chica, indicándole el peso de la promesa de Naruto que sigue ejerciendo sobre el genin. Entonces, Sai se une a Sakura, Kiba y Rock Lee para matar a Sasuke. Sin embargo, envía a su clon con Naruto para revelar las intenciones de Sakura. En el camino, Sakura pone a Sai a dormir a través de un somnífero, junto con el resto del equipo.
Al regresar a la aldea y enterarse de la guerra inminente, Sai es reclutado en la división de ataque liderado por Kankuro. Junto con su grupo, se enfrenta al Escuadrón de Emboscada y Distracción, que también incluye a Sasori, Deidara y su hermano Shin (resucitado a través del Edo tensei). En esta ocasión, Shin ve el libro ilustrado de su hermano finalmente terminado y, después de agradecerle, desaparece frente a este último, ya que ha recibido un violento choque emocional que ha liberado el alma de la cuerpo en el que se reencarnó. Luego participa en la batalla final contra Obito y Madara, junto con el resto de la alianza, siendo subyugado por el Tsukuyomi infinito.
Unos años después del final de la guerra, se casa con Ino Yamanaka con quien tiene un hijo, Inojin.

## Habilidades
Sai se especializa en técnicas artísticas que le permiten crear cualquier tipo de retrato. Para luchar, o enviar información a Danzō durante misiones secretas, suele utilizar la técnica de Clon de tinta (墨瞬身の術 Sumi Bunshin?) o utiliza Imitación de Imagen Super Bestias (超獣偽画 Chōjū Giga?) con la que evoca animales después de haberlos dibujado en sus pergaminos. Entre estos, utiliza aves gigantes para rastrear el aire circundante, leones blancos para atacar al oponente, ratas pequeñas para localizar la posición de una persona y pequeñas serpientes, como sucedió con Sasuke Uchiha, para inmovilizar al oponente. Además de sus técnicas artísticas, Sai también se muestra a sí mismo como un hábil luchador, pudiendo oponerse eficazmente a los ataques enemigos tanto como cuerpo a cuerpo como espadachín.

## Apariciones en otros medios
Como uno de los personajes principales de la serie, Sai aparece en casi todas las películas basadas en el mundo de Naruto, normalmente como coprotagonista y, a menudo, en misiones con el Equipo 7.
Sai también aparece en muchos videojuegos, incluyendo las series Naruto: Clash of Ninja y Naruto: Ultimate Ninja.